# Longipalpus dilaw
Longipalpus dilaw là một loài bọ cánh cứng trong họ Cerambycidae.